# Турецька національна обсерваторія
Турецька національна обсерваторія або Національна обсерваторія TÜBİTAK (тур. TÜBİTAK Ulusal Gozlemevi) — наземна астрономічна обсерваторія в Туреччині, підпорядкована Раді Туреччини з науково-технологічних досліджень (тур. TÜBİTAK). Обсерваторія заснована в 1991 році і розташована в Бакітепе, 50 км на захід від Анталії.
У Бакиртепе встановлено п'ять телескопів:
- РТТ-150 — російсько-турецький 1,5-метровий телескоп, раніше АЗТ-22 (2001)[1][2]
- T100 (ACE RC1.0) — 1-метровий телескоп Річі–Кретьєна (2009)[3]
- T60 (OMI RC06) — 60-сантиметровий телескоп Річі–Кретьєна (2008)[4]
- YT40 (Meade LX200GPS) — 40-сантиметровий телескоп Шмідта–Кассегрена[en] (2006)[5][6]
- ROTSEIIID — телескор спостережної програми ROTSE[7]